# Zemenfes Solomon
Pour les articles homonymes, voir Solomon.
Zemenfes Solomon, né le 17 mars 1997, est un coureur cycliste érythréen. Il s'est notamment illustré lors du Tour du Faso 2016.

## Palmarès
- 2015
  -  Champion d'Érythrée du contre-la-montre juniors[2]
- 2016
  - 2e, 3e, 5e et 9e étapes du Tour du Faso
  - 3e du Tour du Faso
- 2017
  - Tour d'Érythrée :
    - Classement général
    - 5e étape

  - 2e du Fenkel Northern Redsea
- 2018
  -  Champion d'Érythrée du contre-la-montre espoirs
  - 2e du championnat d'Érythrée du contre-la-montre

## Classements mondiaux
| Année           | 2017 | 2018 |
| --------------- | ---- | ---- |
| UCI Africa Tour | 6e   | 141e |